# All Killer No Filler
All Killer No Filler je v pořadí druhé album kanadské skupiny Sum 41, vydané 8. května 2001. Za toto album získala skupina platinovou desku (více než 1 milion prodaných kopií). Obsahuje texty s různorodou tematikou (společnost, lenost, vztahy, pohodlnost). V jedné z epizod MTV Cribs přiznal frontman skupiny Deryck Whibley, že většina textů z tohoto alba vznikla ve Steveově sklepě.
Do roku 2006 se jen ve Spojených státech prodalo více než milion kopií tohoto alba a v Kanadě se stalo celkem 3x platinové. Jde tudíž o zatím nejprodávanější desku Sum 41.
Na tomto albu se podruhé vyskytla píseň Summer (poprvé tomu bylo na Half Hour of Power). Skupina totiž měla v úmyslu zařadit ji na každé své album jako recesi, ale od svého plánu po vydání All Killer No Filler upustila .

## Seznam písní
Všechny pocházejí od Derycka Whibleyho a Greiga Noriho, není-li uvedeno jinak.
1. "Introduction To Destruction" – 0:37 (text Stevo32)
2. "Nothing On My Back" – 3:01
3. "Never Wake Up" – 0:49
4. "Fat Lip" – 2:58 (text a hlavní vokály Deryck a Stevo32, Dave a Cone vedlejší hlasy a refrén)
5. "Rhythms" – 2:58
6. "Motivation" – 2:50 (vedlejší vokály Greig Nori)
7. "In Too Deep" – 3:27 (vedlejší vokály Greig Nori)
8. "Summer" – 2:49
9. "Handle This" – 3:37 (kytara Greig Nori)
10. "Crazy Amanda Bunkface" – 2:15
11. "All She's Got" – 2:21
12. "Heart Attack" – 2:49
13. "Pain for Pleasure" – 1:42 (text a hlavní vokály Stevo32, bicí Deryck Whibley, kytara Greig Nori)
14. * "Makes No Difference" - 3:11 (bonus pro anglický trh)

Skladby Summer a Makes No Difference pocházejí z alba Half Hour of Power.

## Autoři
- Sum 41
  - Deryck Whibley - kytara, hlavní vokály
  - Dave Baksh - kytara, vedlejší vokály
  - Cone McCaslin - baskytara, vedlejší vokály
  - Steve Jocz - bicí, vedlejší vokály
- Greig Nori - management, vedlejší vokály, kytara
- Jerry Finn - producent
- Tom Lord-Alge - mixáž
- Jonathan Mannion - fotografie, design
- Joe McGrath - technik
- Sean O'Dwyer - technik
- Robert Read - asistent
- Alan Sanderson - asistent
- Katy Teasdale - asistent

## Žebříčky
Album - Billboard magazine (Severní Amerika)
| Rok  | Žebříček            | Pozice |
| ---- | ------------------- | ------ |
| 2001 | The Billboard 200   | 13     |
| 2001 | Top Canadian Albums | 1      |
| 2001 | UK Albums           | 7      |

Singly - Billboard (Severní Amerika)
| Rok  | Singl         | Žebříček              | Pozice |
| ---- | ------------- | --------------------- | ------ |
| 2001 | "Fat Lip"     | Modern Rock Tracks    | 1      |
| 2001 | "Fat Lip"     | The Billboard Hot 100 | 66     |
| 2001 | "In Too Deep" | Modern Rock Tracks    | 10     |
| 2002 | "Motivation"  | Modern Rock Tracks    | 24     |